# Cantone di Montluçon-Ouest
Il Cantone di Montluçon-Ouest era una divisione amministrativa dell'arrondissement di Montluçon.
A seguito della riforma approvata con decreto del 27 febbraio 2014, che ha avuto attuazione dopo le elezioni dipartimentali del 2015, è stato soppresso.

## Composizione
Comprendeva parte della città di Montluçon e 3 comuni:
- Lamaids
- Prémilhat
- Quinssaines